# Adam Bednarczyk
Adam Bednarczyk (ur. 5 maja 1920 w Iłży, zm. 11 sierpnia 1999) – ekonomista, historyk amator, regionalista, założyciel Muzeum Ziemi Iłżeckiej.

## Życiorys
Urodził się 5 maja 1920 roku w Iłży. Był synem Józefa Bednarczyka – jednego z założycieli Spółdzielni Chałupnik w Iłży. Ukończył studia magisterskie z zakresu ekonomii na Uniwersytecie Warszawskim.
Po powrocie do Iłży spełniał się w roli historyka-regionalisty. W 1971 został jednym z założycieli Towarzystwa Przyjaciół Ziemi Iłżeckiej. W tym samym roku założył Muzeum Ziemi Iłżeckiej, mające swoją siedzibę w zabytkowym szpitalu św. Ducha przy ulicy Błazińskiej 5. W 1976 roku Muzeum zostało upaństwowione i przemianowane na Muzeum Regionalne. W kolejnych latach Adam Bednarczyk poszerzał zbiory własnego prywatnego muzeum, zlokalizowanego w jego domu przy ulicy Mostowej 8. Był autorem kilkudziesięciu książek, broszur oraz artykułów o mieście rodzinnym. Brał udział w kilkunastu audycjach radiowych i materiałach filmowych. W 1992 roku zainicjował remont zabytkowej kapliczki na zamku w Iłży.
Zmarł 11 sierpnia 1999, w wieku 79 lat. Spoczywa w rodzinnym grobie przy wejściu na stary cmentarz parafialny w Iłży.

### Nagrody i wyróżnienia
W 1992 za zaangażowanie społeczne dla miasta Iłży został laureatem międzynarodowej nagrody Polcul.

## Najważniejsze publikacje
Adam Bednarczyk pozostawił po sobie kilkadziesiąt książek, broszur, które często wydawał własnym kosztem lub we współpracy z iłżeckim Domem Kultury, pisał również artykuły o mieście na łamach Słowa Ludu. Do najważniejszych publikacji można zaliczyć:
- Bitwa o Iłżę w 1831 roku. [w:] Biuletyn Kwartalny Radomskiego Towarzystwa Naukowego Radom 1980 T.XVII, z.4, s.24-26
- Bitwa pod Iłżą w 1939 roku.
- Ciekawostki iłżeckie. Maszynopis wydany kosztem Domu Kultury. Iłża 1995
- Dokonania. [w:] Słowo Ludu 1984 Nr.186
- Dzieje zamku iłżeckiego. Maszynopis wydany kosztem Domu Kultury. Iłża 1995
- Garncarstwo w Iłży. Maszynopis wydany kosztem autora. Iłża 1981
- Gminna Spółdzielnia "Samopomoc Chłopska" w Iłży w latach 1945-1980. Maszynopis niepublikowany – w zbiorach autora.
- Iłża. Krajowa Agencja Wydawnicza. Kraków 1981
- Iłża mojej młodości. Rękopis w zbiorach autora. Iłża 1990
- Iłża wczoraj i dziś. Wydawnictwo Ararat. Warszawa 1996.[4]
- Iłża w świetle badań archeologicznych. Maszynopis wydany kosztem autora w 150 egzemplarzach. Iłża 1982
- Iłżecki romans Leśmiana. Maszynopis wydany kosztem Wydziału Kultury i Sztuki Urzędu Wojewódzkiego. Radom 1988
- Iłżecki wrzesień 1939 roku. Maszynopis wydany kosztem autora. Iłża 1989
- Kochanowski w Iłży. [w:] Słowo Ludu 1984 Nr.223
- Kościoły w Iłży. [w:] Kronika Diecezji Sandomiersko-Radomskiej 1979 Nr.11-12
- Moja praca naukowa i społeczna. (Wspomnienia). Maszynopis wydany kosztem autora. Iłża 1980
- Pierwszy Pułk Ziemi Iłżeckiej. Maszynopis wydany w 50 egzemplarzach kosztem autora. Iłża 1980
- Polska Organizacja Wojskowa. [w:] Studia Sandomierskie. Sandomierz 1989
- Polska Partia Socjalistyczna. Maszynopis wydany w 50 egzemplarzach kosztem autora. Iłża 1988
- Powstanie Styczniowe w Iłży i okolicy. Maszynopis wydany w 50 egzemplarzach kosztem autora. Iłża 1990
- Ruch ludowy w Iłży i okolicy do 1939 r. Maszynopis wydany kosztem Domu Kultury. Iłża 1994
- Szkolnictwo w Iłży. Maszynopis wydany w 50 egzemplarzach kosztem autora. Iłża 1983
- Tajemnice Iłży. [w:] Zeszyty krajoznawcze PTTK. Starachowice 1988
- "Taka cisza w ogrodzie". Iłżeckie miłości Leśmiana. Towarzystwo "Ogród Ksiąg" Warszawa 1992[5]
- Wybitni iłżanie. Maszynopis wydany w 50 egzemplarzach kosztem autora. Iłża 1982
- Zamek w Iłży zdradza tajemnice. [w:] Słowo Ludu 1976 Nr.159
- Baśnie iłżeckie. Maszynopis wydany kosztem Domu Kultury. Iłża 1995
- Zgrupowanie partyzanckie Potoka. Maszynopis wydany kosztem autorów w 500 egzemplarzach Iłża 1984
- Rozwój Iłży w okresie XIII-XVIII w. [w:] Monografia rozwoju społeczno-gospodarczego miasta. Biuletyn Kwartalny Radomskiego Towarzystwa Naukowego Radom 1979 T.XVI, z.3.

## Filmografia
- „Meldefahrer X. Album przywieziony z wojny” (1976, film dokumentalny)[6]- sceny nagrywane w domu Adama Bednarczyka.